# Вествуд (Калифорнија)
Вествуд (енгл. Westwood) насељено је место без административног статуса у америчкој савезној држави Калифорнија.

## Демографија
По попису из 2010. године број становника је 1.647, што је 351 (-17,6%) становника мање него 2000. године.
| Група             | 2000.         | 2010.         |
| Белци             | 1.679 (84,0%) | 1.333 (80,9%) |
| Афроамериканци    | 0 (0,0%)      | 3 (0,2%)      |
| Азијати           | 5 (0,3%)      | 10 (0,6%)     |
| Хиспаноамериканци | 170 (8,5%)    | 179 (10,9%)   |
| Укупно            | 1.998         | 1.647         |